# Primer Ministre de Malta
El Primer Ministre de Malta és la figura més poderosa del govern de Malta, encara que el President de Malta té un rang superior. El Primer Ministre és nomenat pel President, però el President pren la decisió basant-se en la situació del parlament maltès. El Primer Ministre ha de comptar amb una majoria de vots en el parlament per a assolir el mandat.
Dotze persones han ocuapt el càrrec de Primer Ministre de Malta des que es va crear el càrrec el 1921. El càrrec restà vacant en el període entre 1933 i 1947 o entre 1958 i 1962.
| #             | Nom                             | Ocupa el càrrec | Deixa el càrrec | Partit                    |
| 1             | Joseph Howard (Primer Ministre) | 1921            | 1923            | Unió Popular              |
| 2             | Francesco Buhagiar              | 1923            | 1924            | Unió Popular              |
| 3             | Ugo Pasquale Mifsud, 1r cop     | 1923            | 1927            | Partit Nacionalista       |
| 4             | Gerald Strickland               | 1927            | 1932            | Partit Constitucional     |
|               | Ugo Pasquale Mifsud, 2n cop     | 1932            | 1933            | Partit Nacionalista       |
| Càrrec abolit |                                 |                 |                 |                           |
| 5             | Paul Boffa                      | 1947            | 1949            | Partit Laborista          |
|               | Paul Boffa, continuà            | 1949            | 1950            | Partit dels Treballadors  |
| 6             | Enrico Mizzi                    | 1950            | 1950            | Partit Nacionalista       |
| 7             | George Borg Olivier, 1r cop     | 1950            | 1955            | Partit Nacionalista       |
| 8             | Dom Mintoff, 1r cop             | 1955            | 1958            | Partit Laborista          |
| Càrrec abolit |                                 |                 |                 |                           |
|               | George Borg Olivier, 2n cop     | 1962            | 1971            | Partit Nacionalista       |
|               | Dom Mintoff, 2n cop             | 1971            | 1984            | Partit Laborista de Malta |
| 9             | Carmelo Mifsud Bonnici          | 1984            | 1987            | Partit Laborista de Malta |
| 10            | Eddie Fenech Adami, 1r cop      | 1987            | 1996            | Partit Nacionalista       |
| 11            | Alfred Sant                     | 1996            | 1998            | Partit Laborista de Malta |
|               | Eddie Fenech Adami, 2n cop      | 1998            | 2004            | Partit Nacionalista       |
| 12            | Lawrence Gonzi                  | 2004            | 2013            | Partit Nacionalista       |
| 13            | Joseph Muscat                   | 2013            | present         | Partit Laborista de Malta |